# Мистецький український рух
«Мисте́цький Украї́нський Рух» (МУР)  (1945–1948) — організація українських письменників, які проживали в таборах для переміщених осіб у німецькій еміграції в 40-ві роки XX  ст. МУР був утворений 25 вересня 1945  р. у місті Фюрт недалеко від Нюрнберга за ініціативою комітету, до якого входили Іван Багряний, Віктор Петров, Юрій Косач, Ігор Костецький, Іван Майстренко та Юрій Шерех. МУР проіснував приблизно до кінця 1948  р. За цей час було проведено три з'їзди (1945, 1947 та 1948) та декілька теоретичних конференцій. Головою організації за весь час її існування був Улас Самчук.
Організація об'єднувала письменників із різними поглядами на долю української літератури. Велика частина діяльності МУРу полягала в дискусіях про модернізацію української культури і наближення її до світової. Серед членів організації, загальна кількість яких сягала шістдесят одного, були Віктор Петров, Ігор Костецький, Улас Самчук, Юрій Шевельов, Володимир Державин, Олег Зуєвський, Михайло Орест, Іван Багряний, Юрій Косач, Микола Шлемкевич, Василь Барка, Докія Гуменна, Тодось Осьмачка, Олександр Смотрич та Євген Маланюк. Перу письменників МУРу належали деякі з найоригінальніших творів української літератури XX століття.
МУР опублікував ряд збірок фото своїх членів, один альманах та декілька видань в серії Мала бібліотека МУРу в видавництві Прометей, що знаходилося в Новому Ульмі.

### Контекст постання
++

### Особливості творчості
25 вересня 1945  р. було вироблено і підписано декларацію МУРу. В ній було проголошено основні засади творчості руху:
Час ставив і ставить перед українським мистецтвом те завдання, до якого воно покликане: у високомистецькій, досконалій формі служити своєму народові і тим самим завоювати собі голос та авторитет у світовому мистецтві. Відкидаючи все мистецьки недолуге та ідейно вороже українському народові, українські митці об’єднуються для того, щоб у товариській співпраці змагати до вершин справжнього і поважного мистецтва. Це об’єднання українських митців на еміґрації відкрите для всіх діячів слова, пензля, сцени, які пишуть на своєму прапорі гасло досконалого, ідейно й формально зрілого і вічно шукаючого мистецтва.
Представники МУРу були поєднані спільною ідеологією, що не було характерним для письменників-емігрантів перед війною. Останні надавали перевагу великій кількості дрібних угруповань замість створення одного об'єднання.
Метою та гаслом МУРу була «велика література». Діячі руху вважали за головне зберегти українську духовність у письменстві, своєю досконалою творчістю слугувати українському народові, українському читачеві й таким чином прокладати шлях у світову літературу. Прагнули зберегти своє, але й вчитися на європейському досвіді.
Головною була тема української людини в умовах історичних, умовах буття, умовах війни та еміграції. Вважалося необхідним показати взаємозв'язок особистості з масою та добою та вплив радянської системи на життя людини. Також поширеним було змалювання України такою, якою вона була або могла бути без існування радянської ідеології.

### Видавництво
Незалежність МУРу від партій позбавила його потужної видавничої бази. Тому для початку обмежилися малим обсягом — при інших газетах («Час» і «Наше життя») почали випускати «Малу Бібліотеку МУРу». Першими було надруковано роботи Юрія Клена (вступ до «Попелу імперій»), Уласа Самчука (розділи з «Юности Василя Шеремети»), Ігоря Костецького («Оповідання про переможців») та Ю. Косача («Ноктюрн б-моль»).
Згодом з'явилися місцеві журнали «Рідне слово» (Мюнхен), «Заграва» (Авґсбург), «Похід» (Гайденава). Також у Австрії видавалися «Звено» під редакцією Володимира Кримського та «Літаври» під редакцією Юрія Клена.
У 1946 році почали видаватися «Збірники літературно-мистецької проблематики МУР». Матеріал заснований на літературно-мистецьких дискусіях, що проводилися на з'їздах та конференціях членів МУРу. Представники руху намагалися створити альманахи, кожен з яких мав свою тему й напрям. Перший був присвячений романтизму та експресіонізму, другий — реалізму (проте останній не був виданий).
У другій половині 1947 року з'явився місячник «Арка» за редакцією В. Домонтовича, а від січня 1948  р. — Юрія Шереха. В червні журнал припинив своє існування.
Гідний рівень книжки гарантувала спеціальна марка «Золота Брама», що позначала схвалення цього видання МУРом.

### Дискусії
21–22 грудня 1945  р.  — перший з'їзд в Ашаффенбурзі. Затверджено статут, обрано правління на чолі з Уласом Самчуком, заступника голови Юрія Шереха, членів В. Домонтовича, Юрія Косача та Ігоря Костецького, кандидатів Івана Багряного і Б. Подоляка. Виголошено доповідь Юрія Косача «Криза сучасної української літератури», що була надрукована в другому збірнику «МУР». Автор критикував діяльність попередників, зокрема розпорошеність угруповань, відсутність їхньої єдності та політичну заангажованість. Доповідь Уласа Самчука «Велика література» стосувалася необхідності існування відповідального літератора, який відкидає партійну ідеологію та ставить у центр повноцінну та духовно глибоку людину. Юрій Шерех у доповіді «Стилі сучасної української літератури на еміґрації» спонукав віднайти особливий органічно-національний стиль, основою якого мав стати попередній літературний досвід (особливо виділяв творчість ваплітян). Також мали місце доповіді Володимира Шаяна («Роздуми з нагоди сторіччя Кирило-Методіївського Братства») та Ігоря Костецького («Український реалізм XX сторіччя», надрукована в третьому збірнику «МУР»).
28–29 січня 1946  р.  — конференція в Авґсбурзі. Повторено попередні доповіді, з новими виступили Микола Шлемкевич (про проблеми світогляду, повернення до джерел української духовності, особливо до Шевченка, європейський досвід), Остап Грицай (про велику й малу літературу, роль культурної освіченості письменника; надрукована в першому збірнику «МУР»), Володимир Шаян (про індоєвропейський ренесанс), Василь Чапленко (про збагачений реалізм).
12–13 липня 1947  р.  — з'їзд у Берхтесґадені. Створено організацію Об'єднаних Мистецтв (ОМ), до якої було залучено представників інших родів мистецтва (раніше співпрацювали лише літературні діячі).
Внаслідок з'їздів і конференцій почали утворюватися  місцеві об'єднання: авґсбурзьке, мюнхенське, ганноверське, берхтесґданське, міттенвальдське, реґенсбурзьке.
4–5 жовтня 1946  р.  — критична конференція в Байройті. Доповіді: «Проблеми
сучасної української літературної критики на еміґрації» Б. Подоляка, «Письменник і критика» Леоніда Білецького (надрукована в третьому збірнику «МУР»), «Літературна критика, її творча мета й небезпека» Остапа Грицая, «Історична
белетристика і становище критики» Юрія Косача (про вимоги історичного твору до
автора й критика), «Суб'єктивізм у літературній критиці» Ігоря Костецького, «Література і читач» Василя Чапленка, «Літературна критика і літературні жанри» Володимира Державина (критикував ідеологію МУРу).
15–16 березня 1947  р.  — ІІ-ий з'їзд в Ульмі. Обрано нове правління на чолі з Уласом Самчуком, заступника голови Юрія Шереха, членів Бориса Подоляка, Юрія Дивнича, Святослава Гординського, Юрія Косача, кандидатів Володимира Державина, Яра Славутича. Доповіді: «Року Божого 1946» Юрія Шереха (надрукована в «Арці»), «Наша літературна проза 1946 — початку 1947 року» Володимира Державина, «Обрії нової драми» Юрія Косача (про проблеми західно-європейської та української драми).
4–5 листопада 1947  р.  — драматургічна конференція в Майнц-Кастелі. Прочитано твори: «Домаха» Людмили Коваленко, «Шумлять жорна» Уласа Самчука, «Morituri» Івана Багряного, «Близнята ще зустрінуться» Ігоря Костецького.
11–12 квітня 1948  р.  — ІІІ-ій з'їзд у
Штутґарті. Обрано нових членів Богдана Кравців, Людмилу Коваленко, Юрія Дивнича, Яра Славутича, Михайла Бажанського, кандидатів Володимира Міяковського, Івана Коровицького. Доповіді: «Року Божого 1947» Юрія Шереха (надрукована в «Нових днях»), доповідь Юрія Бойко про українську «підсовєтську» літературу, Євгена Маланюка про виключення зі спілки радянських письменників
Анни Ахматової і Михайла Зощенка та його наслідки, Федора Дудка про
письменників-реалістів, «Декілька прикрих питань» Ігоря Костецького.

### Критика руху
МУР отримував багато критики з боку членів групи «Світання», до якої входили Володимир Державин, Михайло Орест, Володимир Шаян, Юрій Чорний. Свої роботи вони видавали в збірниках «Світання» та «Науково-літературному збірнику». Група характеризувалася європейським спрямуванням та відкиданням національних цінностей. А рух вони звинувачували в плужанстві, некультурності, наявності ознак марксизму. У відповідь Юрій Шерех написав статтю «В обороні великих», що ввійшла до третього збірника «МУР» та доповідь, яку виголосив на II з'їзді.
Часто виникали конфлікти через відсутню можливість видати книжку певного автора або відзначити її маркою. Все залежало від зв'язків автора, а не від його таланту. У другій половині 1947 року посилився тиск політичних партій. Спрямованими проти діяльності МУРу були такі видання як «Орлик», «Літературно-науковий вісник», «Неділя», «Рідне слово». Активно висловлювали невдоволення Д. Донцов, О. Жданович, П. Феденков, Н. Кибалюк, Р. Єндик.
Ці та інші проблеми стали причиною виходу з МУРу Т. Осьмачки, В. Барки, Ю. Косача, В. Чапленка, Я. Славутича, групи «Світання».
Відсутність фінансової підтримки, реформи в Німеччині, процес міграції, постійні напади з боку партій сприяли бажанню письменників працювати окремо. Поступово організація почала розпадатися. Кінець прийшов улітку 1948  р.

### Твори доби МУР

#### Поезія
- Апостоли  [Архівовано 28 січня 2021 у Wayback Machine.]
- Золоті ворота  [Архівовано 16 квітня 2021 у Wayback Machine.]
- Попіл імперій

#### Проза
- Тигролови
- Старший боярин
- Юність Василя Шеремети
- Еней і життя інших
- Без ґрунту

#### Драматургія
- Близнята ще зустрінуться
- Дійство про Юрія Переможця

#### Критика та публіцистика
- Історіософічні етюди  [Архівовано 16 квітня 2021 у Wayback Machine.]